# 1823 في الولايات المتحدة
فيما يلي قوائم الأحداث التي وقعت خلال عام 1823 في الولايات المتحدة.

## سياسة

### تعيين في المنصب
- 1 يناير – جوزيف كريستوفر ييتس حاكم نيويورك [الإنجليزية]‏.
- 4 مارس – أندرو جاكسون عضو مجلس الشيوخ الأمريكي.
- 4 مارس – إدوارد ليفينغستون عضو مجلس النواب الأمريكي.
- 4 مارس – جون برانش عضو مجلس الشيوخ الأمريكي.
- 4 مارس – دانيال وبستر عضو مجلس النواب الأمريكي.
- 4 مارس – سام هيوستن عضو مجلس النواب الأمريكي.
- 4 مارس – صامويل د. إنجهام عضو مجلس النواب الأمريكي.
- 4 مارس – هنري كلاي عضو مجلس النواب الأمريكي، الناطق باسم مجلس النواب الأمريكي.
- 31 مايو – ويليام يوستيس حاكم ماساتشوستس [الإنجليزية]‏.
- 5 يونيو – ليفي وودبري حاكم نيو هامبشاير [الإنجليزية]‏.
- 8 أكتوبر – هنري و . ادواردز عضو مجلس الشيوخ الأمريكي.

### انتهاء فترة المنصب
- 1 يناير – توماس كوروين عضو مجلس نواب أوهايو.
- 29 يناير – أوغسطس قيصر رودني عضو مجلس الشيوخ الأمريكي.
- 3 مارس – جون نيلسون عضو مجلس النواب الأمريكي.
- 3 مارس – ناثانييل بيتجر عضو مجلس النواب الأمريكي.
- 3 مارس – والتر فوروارد عضو مجلس النواب الأمريكي.
- 4 مارس – فيليب بندلتون بربور الناطق باسم مجلس النواب الأمريكي.
- 4 مارس – مونتفورت ستوكس عضو مجلس الشيوخ الأمريكي.
- 8 أكتوبر – هنري و . ادواردز عضو مجلس النواب الأمريكي.

## كتب
من الكتب التي صدرت هذه السنة في الولايات المتحدة:
- 1 يناير – الرواد من تأليف جيمس فينيمور كوبر.

## مواليد

### فبراير
- 3 فبراير – سبنسر فولرتون بيرد
- 14 فبراير – رويال جيم تافت سياسي أمريكي.

### مارس
- 23 مارس – سكايلر كولفاكس سياسي أمريكي.
- 26 مارس – جورج هنري وليامز سياسي أمريكي.

### أبريل
- 1 أبريل – سيمون بوليفار باكنر
- 3 أبريل – وليام تويد سياسي من الولايات المتحدة.

### مايو
- 10 مايو – جون شيرمان سياسي أمريكي.

### يونيو
- 11 يونيو – جيمس كمبر سياسي أمريكي.
- 12 يونيو – ويليام ه هانت سياسي أمريكي.

### يوليو
- 9 يوليو – فينس غيج
- 24 يوليو – آرثر إنجرام بورمن سياسي أمريكي.

### سبتمبر
- 9 سبتمبر – جوزيف ليدي

### ديسمبر
- 24 ديسمبر – جون راندولف تاكر سياسي أمريكي.

## وفيات

### يوليو
- 22 يوليو – ويليام بارترام (مواليد 1739)

### سبتمبر
- 13 سبتمبر – جون وايلز إيبس (مواليد 1773) سياسي أمريكي.